# Josep Maria Claret i Rubira
Josep Maria Claret i Rubira (Girona, 1908-1988) fou un arquitecte i tractadista d'art català, arquitecte municipal de Maó i de Girona.
Nascut a Girona, es llicencià en arquitectura l'any 1934. Arribà a Maó l'any 1939, amb l'encàrrec de dirigir les obres per a la construcció del primer aeroport de Menorca, avui dia Aeroclub de Menorca. El mateix any és nomenat arquitecte municipal de Maó, portant a terme importants remodelacions del Nucli Antic, entre elles, la realització de la Costa de la Victòria (1951), coneguda popularment com a Costa de Ses Voltes.
El 1941 realitzà la conversió del Palau Mercadal en la Casa de Cultura de la Ciutat (Biblioteca pública de Maó). L'any 1953 veu convertit en realitat el projecte de l'Institut d'Ensenyança Mitjana de la ciutat.
Una de les obres més conegudes va ser la de l'Hotel Port-Mahón (1965): "El fet de la situació del solar mirant al Port em va donar la idea de realitzar un edifici que fos reflex de Sant Antoni", referint-se al conegut casat del lloc menorquí Sant Antoni situat al Port de Maó, on l'almirall Horatio Nelson va residir durant les estades a l'illa de Menorca.
Amb tot, l'aportació més important de Josep Maria Claret fou la realització l'any 1944, del Projecte de Reforma Interior i Eixampla de Maó, primer document urbanístic de la ciutat. Fet en uns anys d'eufòria expansionista, duplica la superfície de la ciutat, introduint com a novetat vies de circulació rodada als seus voltants.

## Bibliografia

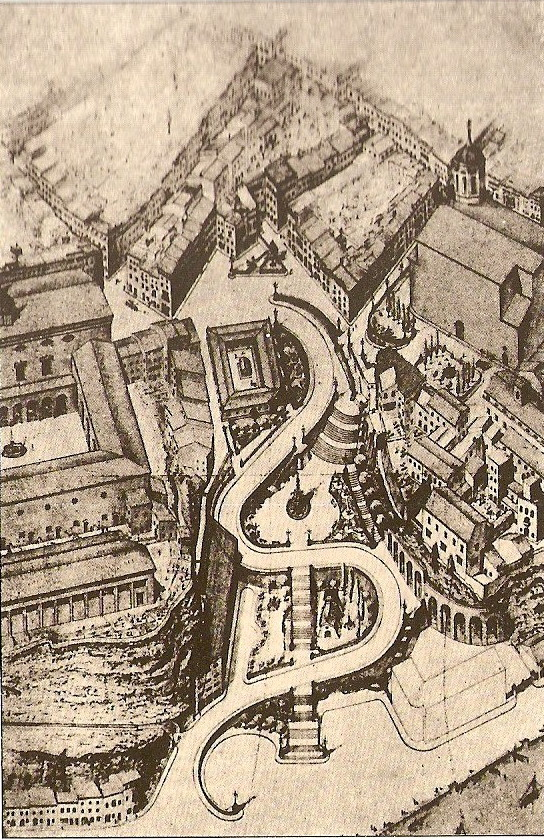
Costa de la Victòria (1951)